# José María Guerrero
José María Guerrero de Arcos y Molina (León, 1799 - Nicaragua, 1853), abogado y político centroamericano de inclinación conservadora republicana. Ejerció como Presidente provisional del Estado de Honduras entre 27 de abril al 10 de agosto de 1839, en un Consejo de Ministros. También fue Supremo Director del Estado de Nicaragua desde el 6 de abril de 1847 hasta el 1 de enero de 1849.

## Biografía
José María Guerrero de Arcos y Molina nació en 1799, en la ciudad de León, Nicaragua, siendo hijo del matrimonio compuesto por el señor Pastor Guerrero y Arcos Ángulo y la señora Dionicia Molina y Poveda, sus hermanos fueron: José de la Cruz, Bernabela y Justo Pastor Guerrero de Arcos y Molina.
José María, en primeras nupcias fue casado con Juana Casco con quien procreó a José Leocadio, Paula y Manuela del Carmen Guerrero de Arcos y Casco; en segundas nupcias fue casado con Esmeralda Guerrero de Arcos, hija de Maximino Guerrero de Arcos y Joaquina Guerrero, con quien procreó a Máximino, Esmeralda, Valeria, José de la Luz, José Valentín, Miguel Gerónimo Guerrero de Arcos.

## Cargos
- 1847-1849 Supremo Director del Estado de Nicaragua.
- 1839 Miembro del Consejo de Ministros de 1839.
- 1839 Ministro en el Gabinete del presidente interino Juan Francisco de Molina.
- 1838 Ministro en el Gabinete del presidente José Lino Matute.

## Consejero encargado del Poder Ejecutivo
Las tropas unidas de Nicaragua y Honduras se unen para invadir a El Salvador, que aún es territorio de idealistas que defienden la unión centroamericana, el 5 de abril de 1839 las tropas invasoras fueron derrotadas por las salvadoreñas al mando del general Francisco Morazán; acto seguido, se le instruye que avancen hacia Honduras y derrocar al gobierno de Juan Francisco de Molina, éste presenta su renuncia al ver que las tropas avanzan hacia Comayagua, el 13 de abril el ministro Felipe Neri Medina Valderas y Fernández de Córdova asume la presidencia interina, en un Consejo de Ministros.
Debido a la insurgencia planeada se designa al político abogado Justo Vicente José de Herrera y Díaz del Valle para que se persone como representante diplomático de Honduras, ante el gobierno salvadoreño del presidente Antonio José Cañas y así sostener platicas para evitar una inminente guerra que acabaría con desastrosas perdidas para ambos gobiernos, el “tratado de Paz” se firmaría un 5 de junio de 1839, por los representantes de ambos estados, Abogado y Ministro José Miguel Montoya de El Salvador y Justo Vicente José de Herrera y Díaz del Valle por Honduras. Entre los acuerdos estaban el de comprometerse a pagar las indemnizaciones y concurrir a la Dieta Centroamericana de Santa Ana, con el fin de afianzar la paz en fecha 15 de agosto del mismo año, aunque no se llevara a cabo; para ese entonces José María Guerrero el 10 de agosto de 1839 había entregado el turno de la presidencia en el ministro Mariano Garrigó.

## Supremo Director de Nicaragua
El 6 de abril de 1847, el licenciado José María Guerrero es declarado ganador en las elecciones bipartidistas y por ende Supremo Director del Estado de Nicaragua.
En el mes de noviembre ya en la administración del estado, José María Guerrero, solicita a los Estados Unidos de Norte América la mediación entre el conflicto Nicaragua-Inglaterra; seguidamente, el 20 de enero de 1848, buques ingleses desembarcan tropas en el río San Juan y avanzan sobre el Lago de Nicaragua, con el propósito de controlar la totalidad del territorio nicaragüense. Ante esto, José María Guerrero y la Asamblea Legislativa maniobran con habilidad política y aprueban la ratificación de un Convenio anglo-nicaragüense en Cuba preservando la soberanía nicaragüense sobre del Gran Lago de Nicaragua, pero los ingleses alcanzan a establecer en el territorio de la costa oriental (caribeña o atlántica) del país un protectorado al apoyar a los misquitos, quienes llegan a constituir la llamada Mosquitia, que sería reincorporada de manera definitiva a la soberanía de Nicaragua en 1894 durante el gobierno de José Santos Zelaya.
En 1 de enero de 1849, Guerrero por razones de enfermedad deposita la suprema dirección del estado en el senador Bernardo Toribio Terán Prado, a este tiempo después le sucedería el senador Benito Rosales, quien convocaría a elecciones de las cuales saldría vencedor el Norberto Ramírez Arias, quien toma posesión el 1 de abril del mismo año.